# Saint-Thierry
Saint-Thierry è un comune francese di 645 abitanti situato nel dipartimento della Marna nella regione del Grand Est.
La città sorse attorno all'abbazia fondata da san Teodorico di Mont-d'Or nel VI secolo.

## Società

### Evoluzione demografica
Abitanti censiti